# ثریا پالادین
ثریا پالادین (انگلیسی: Soraya Paladin؛ زادهٔ ۴ مهٔ ۱۹۹۳) دوچرخه‌سوار اهل ایتالیا است.
وی در مسابقات کشوری و بین‌المللی در مجموع برندهٔ ۱ مدال نقره شده‌است.